# Barrage de l'Aigle
Le barrage de l’Aigle, dit « le barrage de la Résistance », est construit pendant la Seconde Guerre mondiale, inauguré le 15 octobre 1945.

## Géographie
Le barrage de l'Aigle est situé en France, en partie (rive droite) sur la commune de Soursac en Corrèze, en région Nouvelle-Aquitaine et l'autre partie (rive gauche) sur la commune de Chalvignac dans le Cantal, en région Auvergne-Rhône-Alpes.

## Histoire

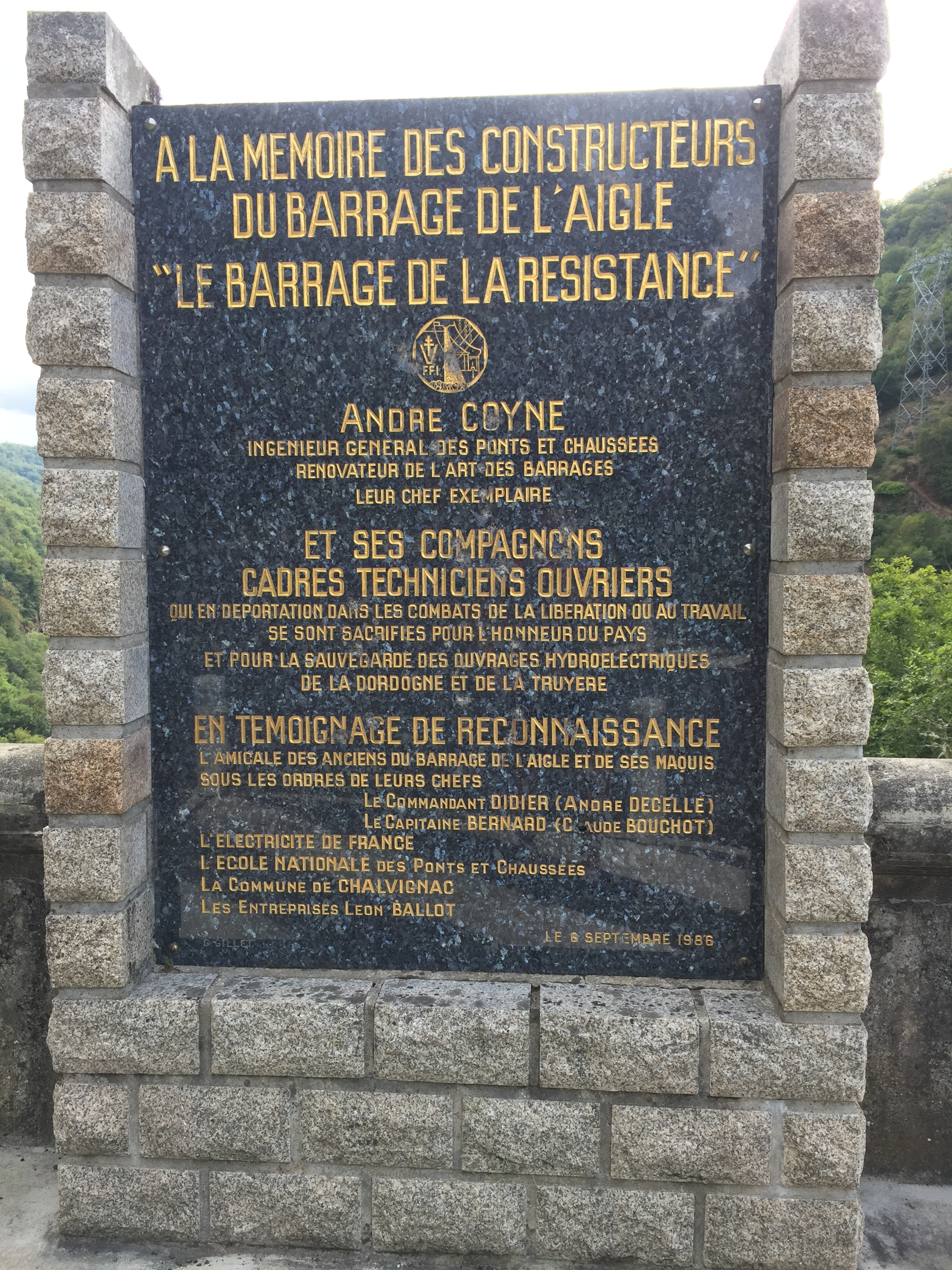
Plaque commémorative posée au barrage de l'Aigle en septembre 1986.

Le concepteur de cet ouvrage est André Coyne, associé à un prisonnier évadé, André Decelle, lui-même ingénieur aux Ponts et chaussées et qui devint directeur général d’EDF. Deux autres personnes ont dirigé la construction du barrage : les architectes Brochet et Chabbert. Les travaux ont été retardés pour ne pas céder l’ouvrage à l’ennemi (il devait être terminé en 1942).
L’Aigle (nom qu’on lui a donné d’après une légende qui disait que des aigles nichaient sur le rocher surplombant le barrage), a été inauguré le 15 octobre 1945. Le groupe 4 a été mis en service ce jour même, puis le groupe 3 en 1947, ensuite le groupe 2 en 1950 et le groupe 1 en 1956.
L’Aigle a été suréquipé d’un groupe déporté à 100 m en aval du barrage, appelé groupe 6, mis en service en 1982.

## Le barrage

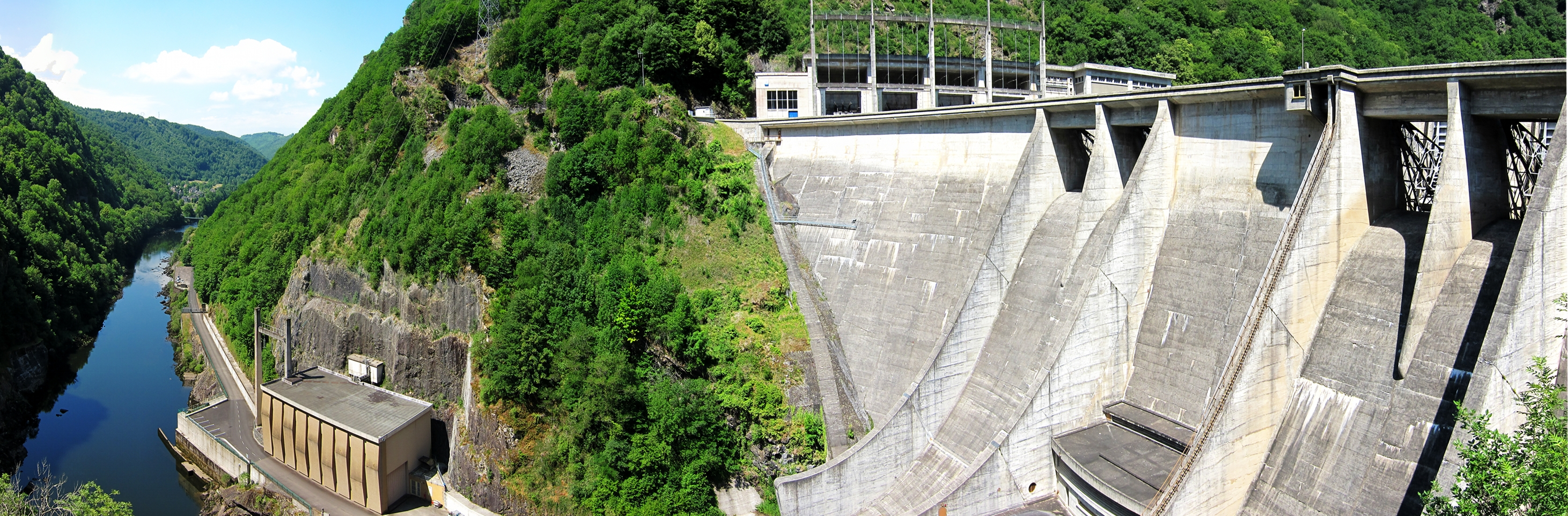
L'aval du barrage.

La retenue reçoit les eaux de la Dordogne, complétées en rive droite par celles de la Triouzoune et en rive gauche par celles de la Sumène et du Labiou. 
Le barrage est une belle réussite architecturale. Il est de type poids voûte, surmonté d’une route et son parement amont forme un cylindre vertical de 150 m de rayon. Les deux évacuateurs de crue équipés chacun de deux pertuis débouchent dans deux déversoirs qui, grâce à leur profil en saut de ski, permettent de projeter l’eau à plus de 50 m du bâtiment et permettent l'écoulement de 4 000 m3 d'eau par seconde. Le tronçon terminal de forme hélicoïdale bascule la lame d’eau dans un plan presque vertical, ce qui permet une large dispersion du flot et donne aux lâchages un aspect très spectaculaire (capacité maximale d’évacuation : 3 800 m3/s). 
La retenue, d’une capacité totale de 220 millions de m3, a une superficie de 750 ha et 25 km de longueur. La hauteur de chute maximale est de 80 m.
L’usine  ne forme qu’un seul bloc avec le barrage et les déversoirs qui la coiffent. De forme semi-circulaire, elle abrite quatre groupes principaux disposés en arc de cercle équipés de turbines Francis à axe vertical d’une puissance nominale de 54 MW chacune. En 1982, l’aménagement a été équipé d’un cinquième groupe principal numéroté G.6 (le groupe auxiliaire étant numéroté 5), il est également équipé d’une turbine Francis. Sa puissance nominale est de 133 MW. L’usine contenant le groupe 6 est située en rive droite, dans le département de la Corrèze à environ 100 mètres en aval du barrage. 
Le barrage de l’Aigle fonctionne avec cinq groupes de production qui totalisent une puissance cumulée de 360 MW. C’est l’aménagement EDF le plus puissant du bassin de la Dordogne depuis 1982.
D’après le directeur de la production hydraulique de Dordogne, Georges Chauvy, un programme de maintenance a été mené de 2006 à 2012 pour 160 millions d’euros. Il peut produire jusqu’à 500 millions de kWh.
Capacité en millions de m3 : 220 ; hauteur du barrage : 95 m ;  longueur en crête : 290 m.

## Cinéma
Lors de sa construction, le site du barrage de l'Aigle a servi de décor pour le film Lumière d'été de Jean Grémillon, sorti en 1943.